# アルベルト・マリ
アルベルト・マリ・サンチェス（Alberto Marí Sánchez、2001年7月11日 - ）は、スペイン・バレンシア州アリカンテ出身のサッカー選手。レアル・サラゴサ所属。ポジションはフォワード。

## 経歴
エルクレスCFやレアル・バリャドリード、SDエイバルといったクラブのカンテラを経て、2021年7月5日、3年契約でバレンシアCFのBチームに加入した。
2023年に入ってからバレンシアのトップチームへ帯同するようになると、同年4月23日、ラ・リーガのエルチェCF戦にてトップチームデビューを果たした。デビュー後3試合目となったセルタ・デ・ビーゴ戦では78分から途中出場し、試合終了間際に2-1となる決勝点を挙げ、勝ち点3に繋がる初ゴールを決めた。
2023年9月1日、正式にトップチーム昇格が決定し、背番号22を着用することとなった。